# Зборовский, Эраст Григорьевич
Эраст Григорьевич Зборовский (1840 — после 1901) — генерал-лейтенант.

## Биография
Родился 1 (13) ноября 1840 года. Воспитывался в Гатчинском сиротском институте.
Юношей мечтал стать казаком, подал прошение и «по Высочайшему повелению зачислен в сословие казаков Кубанского войска 1862 года марта 31». По службе продвигался быстро – казак, урядник, в 1866 году — хорунжий, в 1869 — сотник; 21 июня 1872 года был направлен в Санкт-Петербург для поступления в Николаевскую академию Генерального штаба. По окончании академии был причислен к Генеральному штабу, а позже отправился служить в Штаб Кавказского военного округа. Участвовал в военных кампаниях в Средней Азии и русско-турецкой войне 1877—1878 гг.; за боевые отличия при штурме крепости Карс  был в 1879 году удостоен Золотой сабли с надписью «За храбрость».
8 декабря 1880 года он прибыл к новому месту службы в Приморскую область, а 25 января 1881 года Высочайшим приказом был назначен заведывающим передвижением войск по рекам Амурского бассейна; 30 августа 1880 года был произведён в капитаны, 30 августа 1882 года – в подполковники. С 14 июля 1884 по 17 июля 1891 года он «заведывает конными сотнями, расположенными в Южно-Уссурийском отделе»; с 30 августа 1886 года — полковник.
В 1891 году прибыл в Гатчину, где с 25 сентября 1891 года стал помощником командира по строевой части Собственного Его Императорского Величества Конвоя, который в 1882—1894 годах был расквартирован в Гатчине; генерал-майор с 27 февраля 1898 года; генерал-лейтенант с 26 марта 1901 года.
Был женат, имел пятерых детей, в числе которых сын Виктор и дочь Ксения.